# Scandale mélancolique
Albums de Hubert-Félix Thiéfaine
Défloration 13
(2001) Amicalement blues
(2007)
Scandale mélancolique est le quatorzième album studio du chanteur français Hubert-Félix Thiéfaine paru en 2005.

## Historique
Pour cet album, l'artiste fait appel au guitariste Philippe Paradis, fidèle collaborateur de Zazie, pour la réalisation. Parmi les autres musiciens, on retrouve le claviériste Jean-Pierre Pilot et le batteur Matthieu Rabaté, également fidèles collaborateurs de Zazie (avec Philippe) après avoir été membres d'Indochine entre 1999 et 2002.
La chanson Télégramme 2003 dont la musique est composée par le groupe Elista est dédiée à Bertrand Cantat et à ce qu'il a traversé lors de sa condamnation pour l'homicide de Marie Trintignant,.
Il a été nommé dans la catégorie « album pop/rock de l'année » des Victoires de la musique 2006.

## Pistes
1. Libido Moriendi - 4:08
2. Scandale mélancolique - 4:18
3. Gynécées (avec Cali) - 2:28
4. Confessions d'un Never Been - 5:14
5. Le Jeu de la folie - 4:16
6. Last Exit to Paradise (avec Angèle David-Guillou) - 2:42
7. L'Étranger dans la glace - 3:57
8. Les Jardins sauvages - 3:16
9. Télégramme 2003 - 3:47
10. Loin des temples en marbre de lune - 3:31
11. La Nuit de la Samain - 4:40
12. When Maurice Meets Alice - 3:59
13. That Angry Man on the Pier - 2:29

## Crédits
- Philippe Paradis : guitare, basse, mélotron, programmation
- Simon Edwards : basse, sintir, marimbula
- Matthieu Rabaté : batterie
- Jean-Luc Léonardon : synthétiseur, piano, orgues, mélotron
- Jean-Pierre Pilot : piano, harmonium
- François Bodin : guitare
- Fred Schieste : chœurs
- Tina Rivoallanou : chœurs
- Frédéric Deville : violoncelle
- Gérard Tempia Bonda : violon

## Invités
- Cali : chant et composition sur Gynécées
- Matthieu Chedid : banjo sur Libido Moriendi
- Jean-Philippe Nataf : guitare
- Olivier Schultheis : direction cordes sur Gynécées
- Mars (Marcel Aubé) : vielle sur That Angry Man on The Pier
- Frédéric Lo : composition sur Scandale mélancolique

## Certifications
| Pays   | Ventes certifiées | Ventes réelles | Certification | Date |
| ------ | ----------------- | -------------- | ------------- | ---- |
| France | 75 000+           | 95 500+        | Or            | 2005 |